# Omega Capricorni
Désignations
Omega Capricorni (ω Cap, ω Capricorni) est une étoile de la constellation du Capricorne.

## Propriétés
Omega Capricorni est visible à l'œil nu avec une magnitude apparente de +4,11. D'après la mesure de sa parallaxe annuelle par le satellite Gaia, l'étoile est distante d'environ 170 pc (∼554 al) de la Terre. Elle s'éloigne du Système solaire à une vitesse radiale de +9 km/s.
C'est est une géante rouge de type spectral M0IIIBa0,5, avec la notation « Ba0,5 » qui indique qu'il s'agit d'une étoile à baryum. C'est également d'une variable suspectée, avec une amplitude de variation de 0,04 magnitude.

## Nomenclature
ω Capricorni, latinisé Omega Capricorni, est la désignation de Bayer de l'étoile. Elle porte également la désignation de Flamsteed de 18 Capricorni.
Baten Algiedi est un nom propre parfois attribué à Omega Capricorni. Cela vient de l’arabe  بطن الجدي Baṭn al-Ğady, « le Ventre du Chevreau », qui décrit la position des étoiles ζ et ω Cap dans le ciel gréco-arabe, c'est-à-dire le ciel formaté par Grecs et hérités par les astronomes arabes au IXe siècle. Ainsi, ces deux étoiles sont décrites comme situées تحلبطن taḥt al-baṭn, « sous le ventre » chez ᶜAbd al-Raḥmān al-Sūfī al-Ṣūfī (964) , ou tout simplement في البطن fī l-baṭn, « sur le ventre », chez al-Battānī (IXe-Xe s.) . Baten Algiedi est attesté récemment chez Mustafa Pultar, sans que l’on puisse repérer le catalogue où il a été relevé.
En chinois, 天田 (Tiān Tián) signifiant Ferme céleste, fait référence à un astérisme de la loge Niu constitué de ω Capricorni, 3 Piscis Austrini, 24 Capricorni et ψ Capricorni. Par conséquent, ω Capricorni elle-même est appelée 天田二 (Tiān Tián èr, la première étoile de la ferme céleste).